# Land art

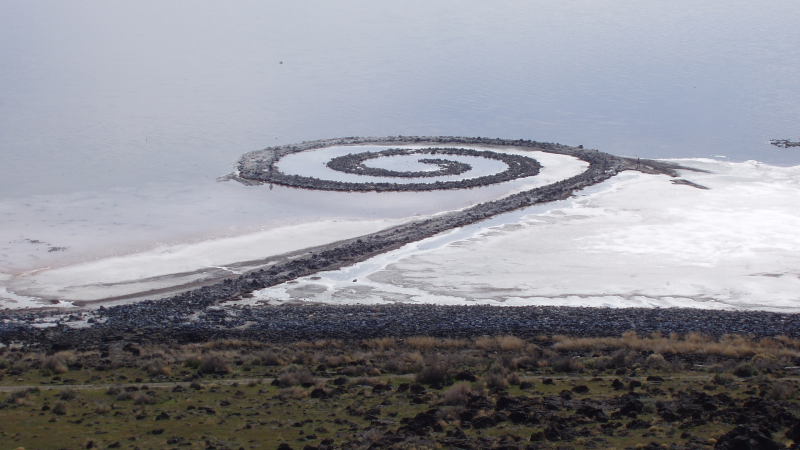
A kövekből, talajból és algából felépített Spiral Jetty, Robert Smithson 1970-es alkotása a utahi Nagy-sóstavon

A land art a természeti környezet formavilágát és kellékeit (térszínformák, sziklák, kövek, növényzet stb.) monumentális szabadtéri installációk létrehozásához alkalmazó művészeti irányzat. Angolszász nyelvterületen a különösen nagy kiterjedésű alkotások elnevezése earthwork, az ezeket létrehozó irányzat pedig az earth art.
A land art az 1960-as évek végén, az 1970-es években indult hódító útjára, elsődlegesen az USA-ból majd Nagy-Britanniából. A művészeti irányzat részben a művészet kereskedelmi termékké válásával való szembefordulás is egyben, kapcsolódva ugyanakkor a természetvédő mozgalmakhoz is, hangsúlyozva a Földnek, mint az emberiség otthonának, jelentőségét is.
A landart-alkotások rendszerint kérészéletűek annak következményeként, hogy elkészültüket követően a természet kegyére vagy dühére bízzák őket, így például az első, úttörő alkotások mára jelentősen erodálódtak, mint például Robert Smithson Utah állam északi részén fekvő Nagy-sóstó felszínén kövekből, talajból és algából formált 500 m nagyságú Spiral Jettyje, amely mára csupán néhány évente bukkan elő a víz alól, bár Utah állam Szépművészeti Múzeuma rendszeresen szervez programokat a Spiral Jetty körül.

## Története

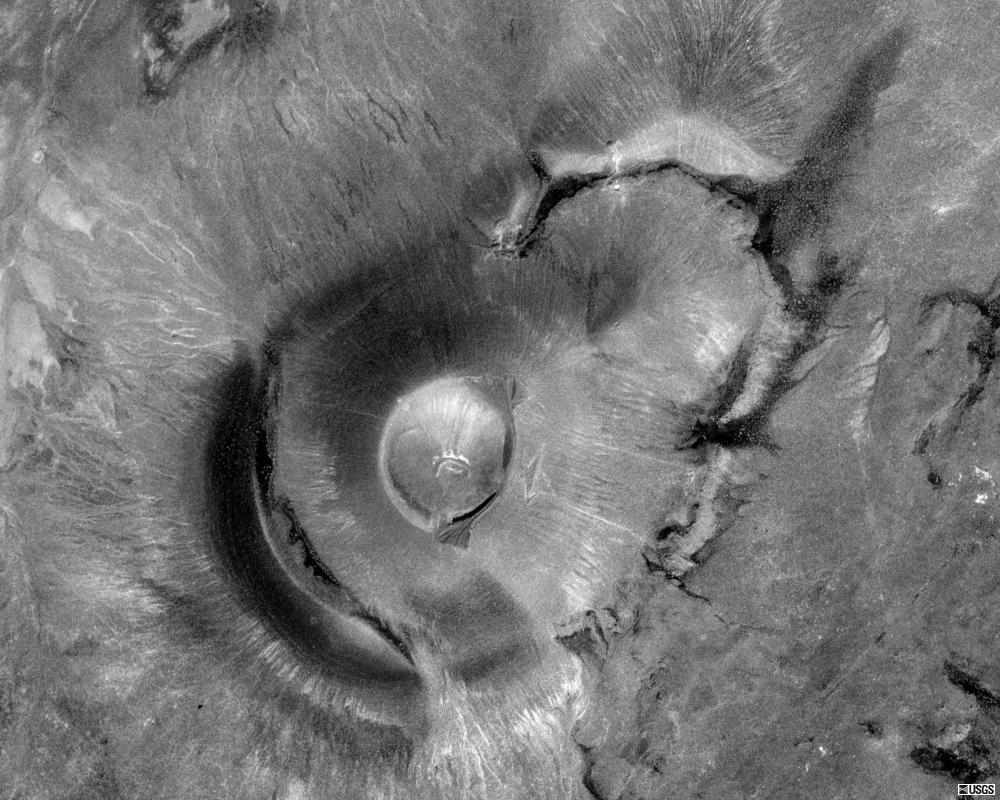
James Turrell projektje, az arizonai Roden-tűzhányó kráterét alakítja át földmunkagépeivel, (satelit fotó)

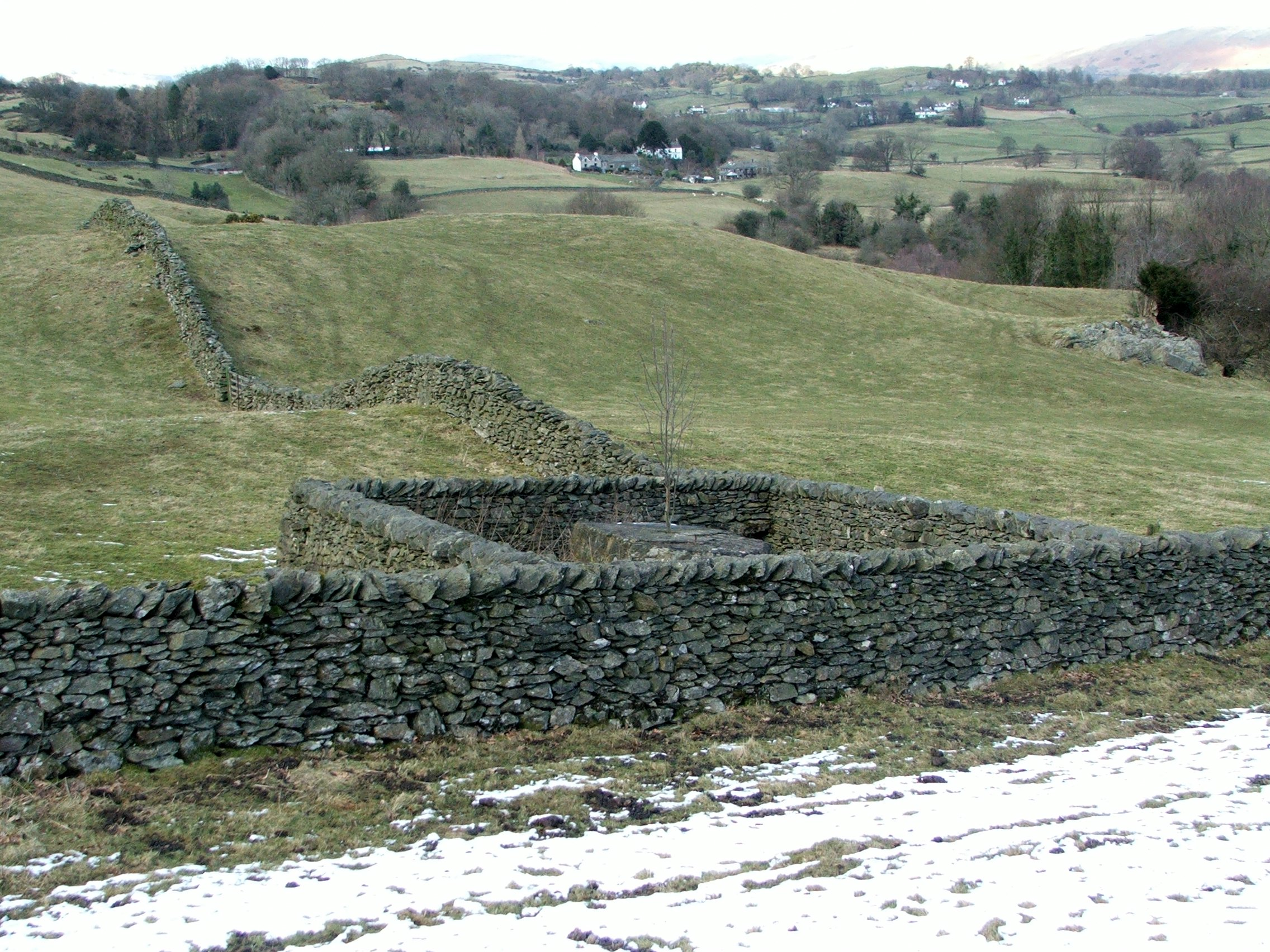
Andy Goldsworthys Juhkarám Lake District, Anglia

A land art korai előzményeként szokás számon tartani az amerikai Isamu Noguchi 1941-es, Contoured Playground című munkáját. Bár ő alkotásait szobornak tekintette, hatása a tájépítészetre és a land artra elvitathatatlan. A későbbi évtizedekben olyan modern, egyszerre minimalista és konceptuális művészeti irányzatok kelléktárában jelent meg e korai land art, mint a De Stijl, a kubizmus, vagy olyan művészek munkásságára hatott, mint Brâncuşi és Beuys. Az amerikai Alan Sonfist 1965-ben indított mozgalmat annak érdekében, hogy a rég letűnt természeti környezetet ismét New York City saját közegévé tegyék. Első installációja azonban, Time Landscape címen, csak 1978-ban valósulhatott meg a New York-i Greenwich Village-ben.
Politikailag is aktív fiatal képzőművészek azonban úgy vélték, az így formát kapott land art, vagyis a „természet felszabadítása” hatékony utalásrendszerként használható egyéb szabadságmozgalmak, jelesül a nők és a feketék emancipációja kapcsán. Előbb 1968 októberében a New York-i Dwan Gallery adott otthont bemutatkozásuknak, majd 1969 februárjában a Cornell Egyetemen nyílt meg kiállításuk Earth Art címen, amelyen a land art korai képviselői szinte teljes számban megjelentek (Robert Smithson, Walter De Maria, Hans Haacke, Michael Heizer stb.).
Noha a land art alapvetően a természeti környezet ihletett átformálásáról szól, a művészek esetenként kiállítótermekben is megjelentek konceptuális installációikkal, de egyre jellemzőbben a lakatlan természet felé fordultak figyelmükkel. A döntően amerikai művészek számos alkotást hoztak létre utahi és nevadai sivatagokban, a minden bizonnyal legmonumentálisabb mű pedig James Turrell nevéhez fűződik, aki 1972 óta a kialudt arizonai Roden-tűzhányó kráterét alakítja át földmunkagépeivel.
A kezdeti és bátortalan lépések e monumentális művészeti forma felé irányították művészek sokaságának figyelmét, akik a vizuális kultúra új lehetőségeit itt kezdték keresni. A térszínformák, a horizont, az időjárási jelenségek, az erózió, valamint a tér kiterjedései mint valóságos „anyagok” léptek be a modern amerikai művészek immár kitágított falu műtermeibe. A land art mint tájléptékű művészet nemcsak erőteljes beavatkozás volt a nyugati művészet adott állapotába, s nem csupán a művészet fennmaradásával kapcsolatos reményt sugárzott, hanem tiltakozásul is szolgált a természet elidegenedett szemléletével szemben. Talán a környezet általános állapotával kapcsolatos aggodalom elemei is megtalálhatók voltak az erőteljes „menekülési” folyamatban.

## Jellemzői

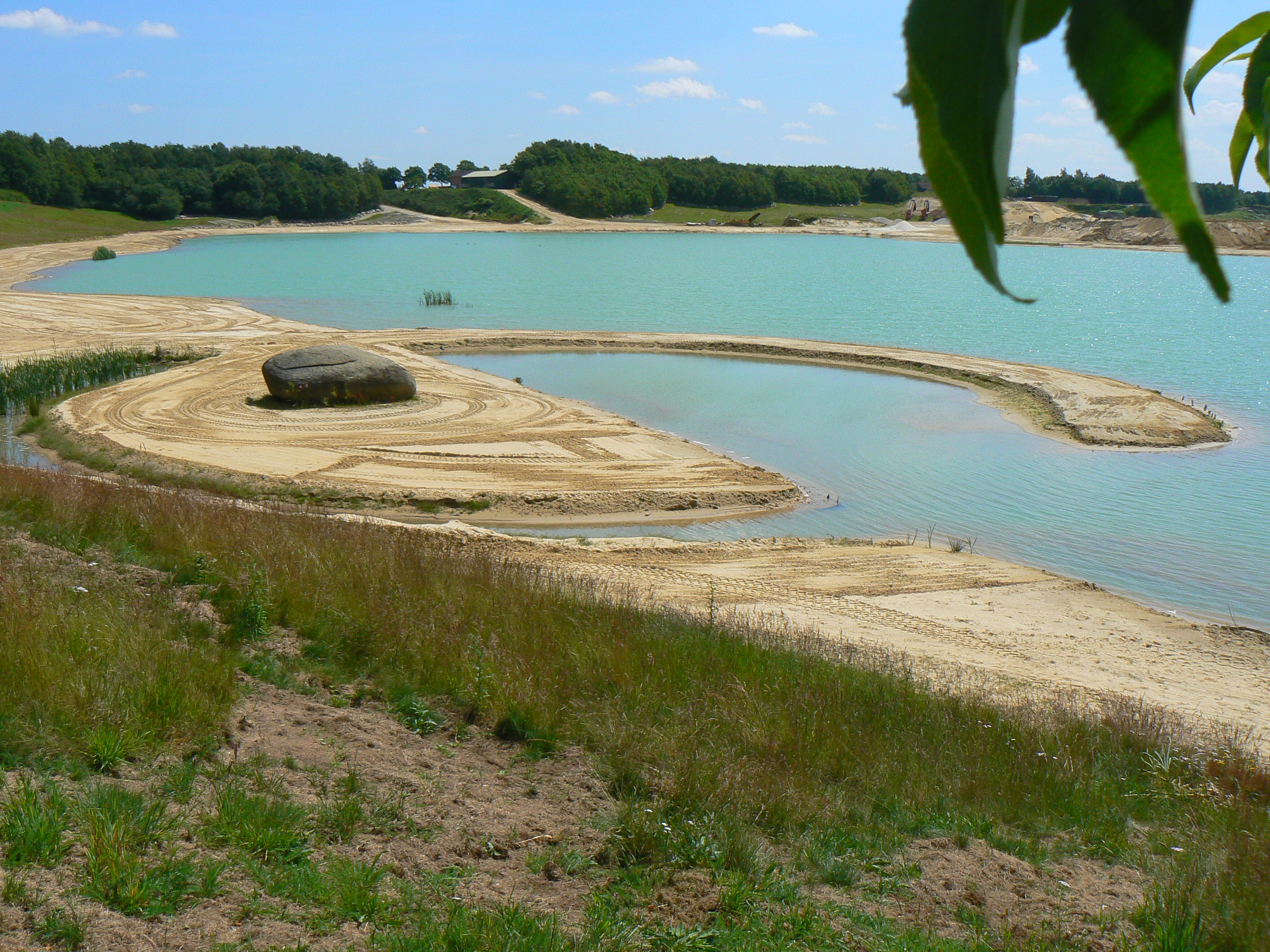
Robert Smithson Félkör és spirális domb, Emmen (Hollandia)

A land art a posztmodern fejlődés részeként jelent meg, erre utal a galériatérből való kivonulás (racionális, steril, „white-cube”), a hagyományos galériaszisztémával, a mű fizikai és szellemi dimenzióinak lehatároltságával való szembehelyezkedés, és a természet szerephez juttatása. Mindez jelen volt már a process artban is, de a land artban először a minimal art geometrikus formái, alapjelei jelentek meg hatalmas méretekben (a természet romboló ereinek kitéve).
A minimal artnak a művészet eltűnéséről és anyagtalanná válásáról próféciáló filozofikus meghatározásai és következtetései előjelezték a „társadalmi determináció” szorításából szabadulás kísérleteit. A sivatagi jelek, kőspirálok, ősi kultúrák emlékeit idéző technikák azonban nem csak egy művészeti irányzat váratlan és népszerű elterjedésének a dokumentumai voltak. Az embertől még nagymértékben függetlennek látszó természet kísértetiesen életszerűvé tett újra egy romantikus világfelfogást, melynek projekciója testet ölthetett az atmoszférában, a nagy léptékű táj és égitestek kapcsolatában, az érintetlen „helyek" misztikumában, kultikus cselekményeket sejtető titkos formációiban.

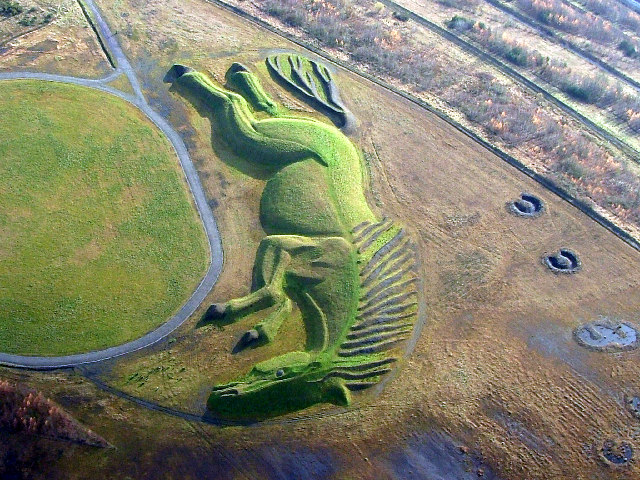
Mick Petts Sultan the Pit Pony, Caerphilly, (Wales, Egyesült Királyság)

A land art teljesen különböző formát nyert Amerikában és Európában. Az amerikaiak a tájban az emberi tevékenységtől érintetlen, utolsó tiszta anyagot vélték megtalálni. Az érzékenyebb, a talajban és a növényzetben is nyomot hagyó tájátalakítás az európai érzékenységhez kötődik, s különösen az angol művészetben jelentkezik (Richard Long).
A land art meghatározó alakjai, Michael Heizer, Robert Smithson, Robert Morris és James Turell elsősorban a monumentális hatású földfelszín-alakításban voltak jelentősek. Az általuk „bekeretezett” látvány legfőbb tartalma a földfelszín különböző minőségének megmutatása, a geológiai rendezettség esztétikai értékének kiemelése, az erózió erejének, az időjárás következményeinek feldolgozása volt, miközben érzékenyen ügyeltek arra, hogy műveikben, mesterségesen kialakított mélységekben s magasságokban az ember léptéke, alakja felidézhető legyen. A természetrajz és a művészet eltérő perspektívái az ember fogalmában és fizikai tényében erednek – sejtetik a munkák:
- Michael Heizer küklopszi erőfeszítéssel átalakította a természetet a Mojave-sivatagban.
- Dennis Oppenheim könnyed és tünékeny változásokat idézett elő a természetben, például barázdákat húzott a hóba.
- Walter De Maria kiszakította a természeti tárgyat eredeti összefüggéséből, például ötven köbméter földet hordatott be egy képtárba.
- Richard Long egyszerűen csak keresztülsétált a természeten, és a térképére jegyezte föl a megtett mérföldnyi utat.
- Jan Dibbets a természet alkotásait fényképezőgépével átlényegítette, eltorzította, „helyreigazította a perspektívát”.
- Andy Goldsworthy természetben járva, türelmes munkával szabályos alakzatokat, formákat, természeti motívumokat hozott létre, fényképezővel megörökítette őket.

## Land art Magyarországon
Az 1970-es évektől megjelenő magyarországi landart-alkotások egy része spontán, kísérleti jellegű volt, a Pécsi Műhely 1970–73 között végzett kísérleteket természetmódosításokkal a tájban. Pauer Gyula Villányi Pszeudoreliefjén a kőbánya sziklafalának egy részletét fémre kopírozta és az eredeti részlet mellé helyezte, további alkotások Konkoly Gyula Tűz a hóban, Halász Károly Smithson emlékére keletkezett 30 m átmérőjű spirálja a Duna-part homokjában, amelyben olaj égett, további alkotások között megemlíthető a szentendrei Vajda Lajos Stúdió szabadidő-művészete, pl. a Duna-parti Föveny-grafikák.

## Külső hivatkozások
- Alan Sonfist Official Website
- Solar Mount / Le Mont Solaire
- Le Land Art (In French - www.le-site-du-jour.com) Archiválva 2006. június 20-i dátummal a Wayback Machine-ben
- Artist in Nature International Network
- James Turrell és a Roden Crater Project
- Land art in Hungary by Tamas Kanya/

## Ajánlott irodalom
- Jack Flam (Ed.). Robert Smithson: The Collected Writings, Berkeley CA 1996 ISBN 0-520-20385-2
- John Beardsley: Earthworks and Beyond. Contemporary Art in the Landscape. New York 1998 ISBN 0-7892-0296-4
- Suzaan Boettger, Earthworks: Art and the Landscape of the Sixties. University of California Press 2002. ISBN 0-520-24116-9